# Xandrames albofasciata
Xandrames albofasciata är en fjärilsart som beskrevs av Moore 1867. Xandrames albofasciata ingår i släktet Xandrames och familjen mätare. Inga underarter finns listade i Catalogue of Life.